# Ten-Ō Sōtan
Ten-Ō Sōtan (宗湛) ou Oguri Sōtan, nom de pinceau : Jiboku, est un peintre japonais du XVe siècle. Ses origines ne sont pas connues, mais il est né en 1413 et mort en 1481.

## Biographie
Ten-Ō Sōtan succède à son maître Shūbun à la tête de l'Académie shogunale et développe à Tokyo le style de peinture à l'encre de ce dernier, suivant le goût de ses mécènes nobles  et militaires. Son art, hautement apprécié de son vivant, est mal connu aujourd'hui, étant donné la rareté des œuvres authentiques. Toutefois, on peut s'en faire une idée grâce à une importante série de portes à glissière provenant du Yotoku-in du Daitoku-ji de Kyoto, que Ten-Ō Sōtan a commencé et que son fils Sōkei achève en 1490. Moins dynamique que le style de Sesshū, il exprime néanmoins, dans l'adaptation assez fidèle des styles chinois, un sentiment lyrique très japonais.